# Старобілоуська вулиця
Старобілоу́ська вулиця — вулиця в Новозаводському районі міста Чернігів. Пролягає від глухого кута біля вулиці Івана Мазепи до вулиці Ріпкинська, що переходить у вулицю Тероборони при примиканні вулиці Франка.
Примикають вулиці Пирогова, В'ячеслава Чорновола, Залізнична, Жабинського, В'ячеслава Радченка, Старобілоуський провулок.

## Історія
1834 року було збудовано Петропавлівську церкву при вході на територію Петропавловського цвинтаря, не збереглася.
У 1950-ті роки вулиця забудовувалась промисловими підприємствами, наприклад підприємство з переробки та реалізації рибних товарів «Рибзбут» (нині «Чернігівриба»). Після німецько-радянської війни було відбудовано «Чернігівський птахокомбінат» (будинок № 71), заснований у 1936 році; в 1962-1967 і 1976-1977 роки було здійснено реконструкцію підприємства.
У 1962 році створено Чернігівську обласну станцію захисту рослин (будинок № 25 А), яка здійснює організацію та методичне керівництво боротьбою зі шкідниками та хворобами с/г культур, бур'янами .
Білоуська вулиця — на честь річки Білоус — була перейменована на вул. Старобілоуська — на честь села Старий Білоус.

## Забудова
Початок вулиці (до примикання вулиці Жабинського) непарна сторона зайнята садибною та багатоповерховою житловою (5-9-10-поверхові будинки) забудовою, парна — установи обслуговування, старий цвинтар (Петропавлівський), частково малоповерховий житловий (2-поверхові будинки біля примикання вулиці). Кінець вулиці (після примикання вулиці Жабинського) йде у напрямку залізничної лінії Чернігів — Горностаївка, через 270 м робить поворот у північному напрямку і проходить паралельно залізничної лінії. Кінець вулиці непарна сторона зайнята прозоною підприємств, баз та складів, парна — установи обслуговування (два будинки) та не забудована.
Установи:
1. будинок № 4 А - Управління превентивної діяльності ГУНП (національної поліції) у Чернігівській області. Обласна організація "Професійне товариство заарештованих співробітників органів внутрішніх справ". АТП-14462
2. будинок № 6 - Петропавлівський цвинтар
3. будинок № 18 - дитячий садок № 7
4. будинок № 25 А - Київський науково-дослідний інститут судових експертиз; Чернігівське обласне відділення українського національного фонду допомоги інвалідам Чорнобиля; Чернігівська обласна станція захисту рослин
5. будинок № 63 - територія «Холодторг» - зараз філія Глобинського м'ясокомбінату
6. будинок № 69 - «Чернігівриба»
7. будинок № 71 - територія птахокомбінату - зараз м'ясокомбінат «Ритм»

Пам'ятники історії та монументального мистецтва: 
1. будинок № 6 - Петропавлівський цвинтар (1801-1968) — історії знову виявлений
2. на території Петропавлівського цвинтаря — пам'ятник Герою Радянського Союзу Дмитру Івановичу Жабинському — монументального мистецтва місцевого значення
3. на території Петропавлівського цвинтаря — 13 могил військових та митців, 5 братських могил — історії місцевого значення або знову виявлені